# Уметност у Паризу
Вековима је Париз привлачио уметнике из целог света, који су долазили у град да се образују и да траже инспирацију у уметничким ресурсима и галеријама града. Као резултат тога, Париз је добио репутацију „града уметности“. Седиште је неких од најпознатијих светских музеја и галерија, укључујући Лувр и Орсе. Град је и данас дом успешне заједнице уметника. Париз је глобално познат по својим јавним знаменитостима и ремек-делима архитектуре, укључујући Тријумфалну капију и симбол Француске Ајфелов торањ.

## Историја
Пре 12. века, Париз још није био познат по својој уметности. Италијански уметници су имали дубок утицај на развој уметности у Паризу у 16. и 17. веку, посебно у домену скулптуре и рељефа. Сликарство и скулптура су постали понос француске монархије, а француски краљеви наручили су многе париске уметнике да украшавају њихове палате током периода француског барока и класицизма. У доба краљевине, прикази Богородице и њеног Блаженог детета били су уобичајени и сматрало се да дају Паризу „заштитно присуство“. Често су оштећени, најчешће намерно. Један извор наводи да је једна вандализована слика надприродно цурила крв.
Уметност у Паризу је доживљавала врхунац у 19. веку и почетком 20. века, када је Париз имао колонију уметника основану у граду, са уметничким школама повезаним са неким од најбољих сликара тог времена. Француска револуција и политичке и друштвене промене у Француској имале су дубок утицај на уметност у престоници. Многи сликари су кренули ка коришћењу живих боја и елемената фантазије у својим сликама, а Париз је био централни за развој романтизма у уметности, са сликарима као што је Герицаулт.
У Паризу су се развили покрети импресионизма, симболизма, сецесије, неоимпресионизма, дивизионизма, фовизма, кубизма, арт декоа и апстрактне уметности. Крајем 19. века и почетком 20. века многи уметници широм света хрлили су у Париз да излажу своја дела у бројним салонима и изложбама, као што су Salon d'Automne и Salon des Indépendants.
Париз је наставио да привлачи многе амбициозне уметнике из француских провинција почетком 20. века. Бројни појединци, посебно уменице, били су привучени градском боемском културом и антибуржоаским ставовима и открили су да им град пружа уметничку и сексуалну слободу да се изразе за разлику од других области Француске. Групе сликара су се такође доселиле у град из иностранства и формирале своје школе и галерије у граду, повећавајући његову уметничку разноликост. На пример, Académie Vassilieff, која је била специјална школа основана за руске студенте уметности, била је посебно популарна међу руским сликаркама почетком 20. века, заједно са Académie de La Palette, специјализованом за кубизам. Академија Јулијан је основана 1868. Сликари као што су Винцент ван Гог, Пол Сезан, Анри Русо, Пабло Пикасо, Анри Матис, Жан Мецингер, Алберт Глеиз, Роберт Делоне, Фернанд Леже, Анри Ле Ју Фоконије Хуан Грис, Мар Ју Фоконије Бланшар, Амедео Модиљани, Амеде Озенфант и многи други су имали везе са Паризом. После Ермори шоуа 1913. године, Њујорк се све више такмичио са Паризом као средиште уметника, а његови музеји су набавили неке од највреднијих слика на свету.

## Школе
Године 1648. основана је Краљевска академија за сликарство и скулптуру да би одговорила драматичном интересовању за уметност у престоници. Академија је била најбоља француска уметничка школа до 1793. Многи амерички уметници су наставили да уче свој занат у париским школама у 20. веку. Од 1900. до 1914. у Паризу је основано неколико академија од стране познатих уметника, као што су Académie de La Palette, Académie Alexander Archipenko, Académie de la Grande Chaumière, Académie Humbert, Académie Matisse, Académie Ranson, Académie Russe de Peinture et de Sculpture, Académie Vasilieff, Académie Vitti. Њихово међусобно такмичење укључивало је све више етаблираних уметничких школа као што су: Académie Colarossi, Académie Julien, Académie Delécluse, и École nationale supérieure des Beaux-Arts. Златно доба Париске школе завршило се са Другим светским ратом када је надреализам постао тренд, али Париз остаје изузетно важан за светску уметност и уметничко школовање, са многим школама и институцијама које се баве уметницима, укључујући Париски колеџ уметности. Париз такође има бројне институције специјализоване за подучавање савремених уметничких форми, као што је <i>Париска америчка академија</i>, која је специјализована за школовање у области моде и дизајна ентеријера. Остале релевантне школе укључују:
- - Académie de La Palette
  - Académie royale de peinture et de sculpture
  - École duperré
  - École des Beaux-Arts
  - École du Louvre
  - École nationale supérieure des arts appliqués et des métiers d'art
  - Gobelins School of the Image
  - Institut des Hautes Études en Arts Plastiques
  - Parsons Paris

## Музеји
Лувр је највећи и најпознатији музеј на свету, у којем се налазе многа светски значајна уметничка дела. Познат и као Велики Лувр, то је национални музеј и уметничка галерија Француске. Сматра се да поседује једну од најбогатијих уметничких колекција на свету. Његова колекција је сада углавном европска уметност до Револуција 1848. године, пошто су слике каснијег датума премештене у Музеј Орсеј који је отворен 1986. Нека од ремек дела које чува музеј су италијанских ренесансних сликара, фламанских и холандских сликара барокног периода. Неке друге значајне галерије у Лувру су одељење египатских антиквитета (збирка из 1826.) и месопотамске уметности (у галерији блискоисточних антиквитета).
Радови Пабла Пикаса и Огиста Родена налазе се у Musée Picasso и Musée Rodin. Пикасов музеј, који је реновиран 2013. године, смештен је у Хотел Сале, здању из средине деветнаестог века. Поседује богату колекцију од 3500 цртежа, гравура, слика, керамичких дела и скулптура Пабла Пикаса (1881–1973). Поклонио га је Пикасов рођак влади као компензацију за порез на имовину (droits de succession). Музеј који је реновиран 2013. године смештен је у Хотел Сале, здању из средине деветнаестог века, има богату колекцију од 3500 цртежа, гравура, слика, керамичких радова и скулптура великог мајстора Пабла Пикаса (1881–1973). Поклонио га је Пикасов рођак влади као надокнаду за порез на наследство.
Уметност и артефакти из средњег и импресионистичког доба чувају се у Musée de Cluny и Орсеу. Musée de Cluny се сада зове Musée National du Moyen Âge. Смештен је у Hôtel des Abbés de Cluny, споменику из 15. века изграђеном у средњовековном архитектонском стилу и такође садржи остатке гало-римских терми (купатила) датираних око 200. године нове ере, које се називају хладна соба. Експонати у музеју су цењени циклус таписерија Дама и једнорог, холандским таписеријама из касног 15. века и артефакти од злата, слоноваче и емајла, укључујући рукописе који су осветљени.
Најновији (и трећи по величини) музеј у Паризу, Musée du quai Branly, отворио је своја врата у јуну 2006. године и садржи уметност из Африке, Азије, Океаније и Америке, укључујући многе из мезоамеричких култура. Године 1998, под истим француским председником Жаком Шираком, Мaison de la Culture du Japon отворио је канцеларије у близини Ајфелове куле. Ово место приказује разне изложбе на тему јапанске уметности и култури у Паризу. Неколико уметничких галерија се развило око тих места. Седми округ је последњих година активна локација за развој нових музеја.
Музеј Орсеј се налази у реновираној бившој железничкој станици Орсе, на левој обали реке Сене. Отворен је 1986. и има експонате француског сликарства, скулптуре, фотографије и декоративне уметности средине и касног 19. века; Француско академско сликарство и скулптура 19. века су многи уметници „касноромантичарских и неокласичних, реалистичких, барбизонских, импресионистичких, постимпресионистичких, дивизионистичких и наби школа“.
Уметничка заједница Монпарнаса је приказана у Musée du Montparnass. Музеј се налази у 15. арондисману, у четврти Монпарнас, отворен је у мају 1998. године. Била је то радионица (атеље) руске сликарке Марије Василијеве почетком 19. века. Роџер Пик и Жан-Мари Дрот основали су музеј као непрофитну операцију. Музеј представља историју многих познатих уметника као што су Амедео Модиљани, Хаим Сутин, Пабло Пикасо и други. У њему се одржавају привремене изложбе радова уметника из прошлости и садашњости Монпарнаса.
Музеј модерне уметности има значајну колекцију дела уметности насталих од 20. столећа па до данас.
Многи некада популарни локални објекти у Паризу су почели да удоваљавају укусима и очекивањима туриста, а не локалних покровитеља, као што је Лидо на Јелисејским пољима, између осталих. Кабаре-плесна сала Мулен Руж је култни простор за извођачку уметност.

## Скулптура
Град је садржи велики број скулптура. Коњичка статуа Луја XIV на Вандомском гргу један је од највећих бронзаних скулптуре икада направљених, тешка је више од 60.000 фунти, а формирана је у једном одливу без зглоба. Неке од других истакнутих статуа у Паризу су Мислилац, Милоска Венера и Ника са Самотраке.

## Фотографија
Као и сликарство и скулптура, Париз је такође привукао заједнице фотографа и био је важан центар за развој фотографије; проналазач Жозеф Нисефор Нијепс направио је прву трајну фотографију на углачаној калајисаној плочи у Паризу 1825. године, а затим је развио процес са Лујем Дагером. Париз је постао дом једног облика фотографије, надреалистичке фотографије. Бројни фотографи постали су познати по својим фотографијама Париза, укључујући Ежена Ажета, познатог по својим приказима уличних сцена, Роберта Доаноа, познатог по својим разиграним сликама људи и сцена са пијаце, Марсела Бовиса, познатог по својим ноћним сценама, и друге као што су Жак-Анри Лартиг и Картије- Бресон. Париз је такође постао легло нове уметничке форме у касном 19. веку, уметности плаката, коју су заступали људи попут Гаварнија.

## Догађаји
Водећи француски сајам уметности, Foire internationale d'art contemporain (FIAC), је манифестација савремене уметности која се одржава сваке године од 1974. године у октобру у Паризу. Ова изложба за неколико дана постаје међународно место сусрета галерија, колекционара, кустоса, директора музеја и личности из целог света. Још један годишњи уметнички догађај који се одржава у Паризу је Сајам уметности у Паризу.